# 桫椤针毛蕨
桫椤针毛蕨（学名：Macrothelypteris polypodioides），为金星蕨科针毛蕨属下的一个植物种。